# Teen Choice Awards 2018
Ceremoniál Teen Choice Awards 2018 se konalo dne 12. srpna 2018 v The Forum v Inglewoodu. Moderátory večera byli Nick Cannon a Lele Pons. Největším vítězem se stal seriál Riverdale, který získal devět cen z dvanácti nominací, včetně ocenění v kategorii nejlepší dramatický seriál. Film Největší showman získal čtyři ceny ze sedmi nominací, včetně ceny za nejlepší dramatický film a ceny za nejlepšího dramatického herce pro Zaca Efrona.

## Účinkující
- Meghan Trainor – „No Excuses“/„Let You Be Right“
- Lauv – „I Like Me Better“
- Foster the People – „Sit Next to Me“
- Bebe Rexha – „I'm a Mess“
- Evvie McKinney – „How Do You Feel“
- Khalid – „Young Dumb & Broke“

## Vítězové a nominovaní

### Film
| Akční film | Herec: akční film |
| --- | --- |
| - Avengers: Infinity War - Liga spravedlnosti - Labyrint: Vražedná léčba - Pacific Rim: Povstání - Tomb Raider | - Robert Downey Jr. jako Tony Stark / Iron Man – Avengers: Infinity War - John Boyega jako Jake Pentecost – Pacific Rim: Povstání - Henry Cavill jako Clark Kent / Superman – Liga spravedlnosti - Chris Evans jako Steve Rogers / Captain America – Avengers: Infinity War - Tom Holland jako Peter Parker / Spider-Man – Avengers: Infinity War - Dylan O'Brien jako Thomas – Labyrint: Vražedná léčba |
| Herečka: akční film | Sci-fi film |
| - Scarlett Johansson jako Nataša Romanovová / Black Widow – Avengers: Infinity War - Amy Adams jako Lois Lane – Liga spravedlnosti - Gal Gadotová jako Diana Prince / Wonder Woman – Liga spravedlnosti - Elizabeth Olsen jako Wanda Maximovová / Scarlet Witch – Avengers: Infinity War - Zoe Saldana jako Gamora – Avengers: Infinity War - Alicia Vikander jako Lara Croft – Tomb Raider | - Black Panther - Blade Runner 2049 - Rampage Ničitelé - Ready Player One: Hra začíná - Thor: Ragnarok |
| Herec: Sci-fi | Herečka: Sci-fi |
| - Chris Hemsworth jako Thor – Thor: Ragnarok - Chadwick Boseman jako T'Challa / Black Panther – Black Panther - Ryan Gosling jako K – Blade Runner 2049 - Dwayne Johnson – Rampage as Davis Okoye - Mark Ruffalo jako Bruce Banner / Hulk – Thor: Ragnarok - Tye Sheridan jako Wade Watts / Parzival – Ready Player One: Hra začíná                                                         | - Letitia Wrightová jako Shuri – Black Panther - Olivia Cooke jako Samantha Cook / Art3mis – Ready Player One: Hra začíná - Danai Gurira jako Okoye – Black Panther - Naomie Harris jako Dr. Kate Caldwell – Rampage Ničitelé - Lupita Nyong'o jako Nakia – Black Panther - Tessa Thompson jako Valkyrie – Thor: Ragnarok                                                                                |
| Fantasy | Herec: Fantasy |
| - Coco - Králíček Petr - Star Wars: Poslední z Jediů - V pasti času | - Anthony Gonzalez jako hlas Miguela Rivery – Coco - Gael García Bernal jako hlas Héctora Rivery – Coco - John Boyega jako Finn – Star Wars: Poslední z Jediů - James Corden jako hlas Králíčka Petra – Králíček Petr - Mark Hamill jako Luke Skywalker – Star Wars: Poslední z Jediů - Oscar Isaac jako Poe Dameron – Star Wars: Poslední z Jediů                                                       |
| Herečka: Fantasy | Dramatický film |
| - Carrie Fisher jako generál Leia Organa – Star Wars: Poslední z Jediů - Mindy Kaling jako paní Who – V pasti času - Storm Reid jako Meg Murry – V pasti času - Daisy Ridley jako Rey – Star Wars: Poslední z Jediů - Oprah Winfrey jako paní Which – V pasti času - Reese Witherspoonová jako paní Whatsittová – V pasti času                                                              | - Největší showman - Půlnoční láska - Vražda v Orient expresu - Tiché místo - Vadí nevadí - (Ne)obyčejný kluk |
| Herec: Drama | Herečka: Drama |
| - Zac Efron jako Phillip Carlyle – Největší showman - Timothée Chalamet jako Kyle Scheible – Lady Bird - Hugh Jackman jako P. T. Barnum – Největší showman - Leslie Odom Jr. jako Dr. Arbuthnot – Vražda v Orient expresu - Patrick Schwarzenegger jako Charlie – Půlnoční láska - Jacob Tremblay jako August „Auggie“ Pullman – (Ne)obyčejný kluk                                          | - Zendaya jako Anne Wheeler – Největší showman - Lucy Hale jako Olivia Barron – Vadí nevadí - Daisy Ridley jako Mary Debenham – Vražda v Orient expresu - Julia Roberts jako Isabel Pullman – (Ne)obyčejný kluk - Saoirse Ronan jako Christine „Lady Bird“ McPherson – Lady Bird - Bella Thorne jako Katie Price – Půlnoční láska                                                                        |
| Komedie | Herec: Komedie |
| - Já, Simon - Táta je doma 2 - Jsem božská - Jumanji: Vítejte v džungli! - Manžel na zkoušku - Ladíme 3 | - Dwayne Johnson jako Smolder Bravestone – Jumanji: Vítejte v džungli! - Jack Black jako Sheldon „Shelly“ Oberon – Jumanji: Vítejte v džungli! - Eugenio Derbez jako Leonardo Montenegro – Manžel na zkoušku - Will Ferrell jako Brad Whitaker – Táta je doma 2 - Kevin Hart jako Franklin „Mouse“ Finbar – Jumanji: Vítejte v džungli! - Mark Wahlberg jako Dusty Mayron – Táta je doma 2               |
| Herečka: Komedie | Zloduch |
| - Anna Kendrick jako Beca Mitchell – Ladíme 3 - Anna Faris jako Kate Sullivan – Manžel na zkoušku - Karen Gillan jako Ruby Roundhouse – Jumanji: Vítejte v džungli! - Amy Schumer jako Renee Bennett – Jsem božská - Hailee Steinfeld jako Emily Junk – Ladíme 3 - Rebel Wilson jako Patricia „Fat Amy“ Hobart – Ladíme 3                                                                   | - Michael B. Jordan jako N'Jadaka / Erik „Killmonger“ Stevens – Black Panther - Cate Blanchett jako Hela – Thor: Ragnarok - Josh Brolin jako Thanos – Avengers: Infinity War - Adam Driver jako Kylo Ren – Star Wars: Poslední z Jediů - Aidan Gillen jako Janson – Labyrint: Vražedná léčba - Bill Skarsgård jako To / Pennywise – To                                                                   |
| Průlomová hvězda | Letní film |
| - Nick Robinson jako Simon Spier – Já, Simon - Olivia Cooke jako Samantha Cook / Art3mis – Ready Player One: Hra začíná - Sophia Lillis jako Beverly Marsh – To - Keala Settle jako Lettie Lutz – Největší showman - Kelly Marie Tran jako Rose Tico – Star Wars: Poslední z Jediů - Letitia Wrightová jako Shuri – Black Panther                                                           | - Úžasňákovi 2 - Než přišla bouře - Jurský svět: Zánik říše - Život je večírek - Debbie a její parťačky - Solo: Star Wars Story |
| Letní filmová hvězda: herec | Letní filmová hvězda: herečka |
| - Chris Pratt jako Owen Grady – Jurský svět: Zánik říše - Sam Claflin jako Richard Sharp – Než přišla bouře - Julian Dennison jako Russell Collins / Firefist – Deadpool 2 - Alden Ehrenreich jako Han Solo – Solo: Star Wars Story - Donald Glover jako Lando Calrissian – Solo: Star Wars Story - Ryan Reynolds jako Wade Wilson / Deadpool – Deadpool 2                                  | - Bryce Dallas Howard jako Claire Dearing – Jurský svět: Zánik říše - Zazie Beetz jako Domino – Deadpool 2 - Sandra Bullock jako Debbie Ocean – Debbie a její parťačky - Emilia Clarkeová jako Qi'ra – Solo: Star Wars Story - Melissa McCarthy jako Deanna „Dee Rock“ Miles – Život je večírek - Shailene Woodley jako Tami Oldham – Než přišla bouře                                                   |
| Chemie | |
| - Zac Efron & Zendaya – Největší showman - Chadwick Boseman & Lupita Nyong'o – Black Panther - Sophia Lillis & Jeremy Ray Taylor – To - Dylan O'Brien & Kaya Scodelario – Labyrint: Vražedná léčba - Nick Robinson & Keiynan Lonsdale – Já, Simon - Bella Thorne & Patrick Schwarzenegger – Půlnoční láska                                                                                  | |

### Televize
| Dramatický seriál | Herec: Drama |
| --- | --- |
| - Riverdale - Empire - Vzhůru ke hvězdám - The Fosters - Star - Tohle jsme my | - Cole Sprouse jako Forsythe „Jughead“ Jones III – Riverdale - KJ Apa jako Archibald „Archie“ Andrews – Riverdale - Sterling K. Brown jako Randall Pearson – Tohle jsme my - Freddie Highmore jako Dr. Shaun Murphy – Dobrý doktor - Jussie Smollett jako Jamal Lyon – Empire - Jesse Williams jako Dr. Jackson Avery – Chirurgové                                                     |
| Herečka: Drama | Fantasy/Sci-fi seriál |
| - Lili Reinhart jako Elizabeth „Betty“ Cooper – Riverdale - Ryan Destiny jako Alexandra „Alex“ Crane – Star - Camila Mendes jako Veronica Lodge – Riverdale - Chrissy Metz jako Kate Pearson – Tohle jsme my - Maia Mitchell jako Callie Adams-Foster – The Fosters - Bella Thorne jako Paige Townsen – Vzhůru ke hvězdám                                                | - Lovci stínů: Nástroje smrti - The 100 - iZombie - The Originals - Stranger Things - Lovci duchů |
| Herec: Fantasy/Sci-fi | Herečka: Fantasy/Sci-fi |
| - Matthew Daddario jako Alec Lightwood – Lovci stínů: Nástroje smrti - Gaten Matarazzo jako Dustin Henderson – Stranger Things - Joseph Morgan jako Niklaus „Klaus“ Mikaelson – The Originals - Bob Morley jako Bellamy Blake – The 100 - Dominic Sherwood jako Jace Herondale – Lovci stínů: Nástroje smrti - Finn Wolfhard jako Mike Wheeler – Stranger Things         | - Millie Bobby Brownová jako Jedenáctka – Stranger Things - Rose McIver jako Olivia „Liv“ Moore – iZombie - Katherine McNamara jako Clarissa „Clary Fray“ Fairchild – Lovci stínů: Nástroje smrti - Lana Parrilla jako Regina Mills / Zlá královna – Bylo, nebylo - Eliza Taylor jako Clarke Griffin – The 100 - Emeraude Toubia jako Isabelle Lightwood – Lovci stínů: Nástroje smrti |
| Akční seriál | Herec: Akční |
| - Flash - Agenti S.H.I.E.L.D. - Arrow - Gotham - Smrtonosná zbraň - Supergirl | - Grant Gustin jako Barry Allen / Flash – Flash - Stephen Amell jako Oliver Queen / Green Arrow – Arrow - David Mazouz jako Bruce Wayne – Gotham - Lucas Till jako Angus „Mac“ MacGyver – MacGyver - Damon Wayans jako Roger Murtaugh – Smrtonosná zbraň - Chris Wood jako Mon-El – Supergirl                                                                                          |
| Herečka: Akční | Komediální seriál |
| - Melissa Benoist jako Kara Danvers / Supergirl – Supergirl - Chloe Bennet jako Daisy „Skye“ Johnson / Quake – Agenti S.H.I.E.L.D. - Caity Lotz jako Sara Lance / White Canary – Legends of Tomorrow - Danielle Panabaker jako Caitlin Snow / Killer Frost – Flash - Candice Patton jako Iris West – Flash - Emily Bett Rickards jako Felicity Smoak / Overwatch – Arrow | - Teorie velkého třesku - Black-ish - Zase máme plný dům - Dobré místo - Panenka Jane - Taková moderní rodinka |
| Herec: Komedie | Herečka: Komedie |
| - Jaime Camil jako Rogelio de la Vega – Panenka Jane - Anthony Anderson jako Andre „Dre“ Johnson Sr. – Black-ish - Elias Harger jako Max Fuller – Zase máme plný dům - Rico Rodriguez jako Manny Delgado – Taková moderní rodinka - Andy Samberg jako detektiv Jake Peralta – Brooklyn 99 - Hudson Yang jako Edwyn „Eddie“ Huang – Huangovi v Americe                    | - Gina Rodriguez jako Jane Gloriana Villanueva – Panenka Jane - Kristen Bellová jako Eleanor Shellstrop – Dobré místo - Candace Cameron Bure jako D.J. Tanner-Fuller – Zase máme plný dům - America Ferrera jako Amelia „Amy“ Dubanowski – Superstore - Sarah Hyland jako Haley Dunphy – Taková moderní rodinka - Yara Shahidi jako Zoey Johnson – Black-ish & Grown-ish               |
| Animovaný seriál | Reality-show |
| - Kouzelná Beruška a Černý kocour - Bobovy burgery - Griffinovi - Rick a Morty - Simpsonovi - Steven Universe | - Držte krok s Kardashians - The Four: Battle for Stardom - Bitva playbacků - MasterChef Junior - Total Divas - The Voice |
| Bývalý televizní seriál | Televizní osobnost |
| - Přátelé - Dawsonův svět - Fresh Prince - Super drbna - One Tree Hill - Zlatá sedmdesátá | - Chrissy Teigen – Bitva playbacků - Hailey Baldwin – Drop the Mic - Kelly Clarkson – The Voice - Derek Hough – World of Dance - DJ Khaled – The Four: Battle for Stardom - Meghan Trainor – The Four: Battle for Stardom |
| Zloduch | Průlomový televizní seriál |
| - Mark Consuelos jako Hiram Lodge – Riverdale - Odette Annable jako Samantha Arias / Reign – Supergirl - Gabrielle Anwarová jako Rapunzel Tremaine – Bylo, nebylo - Anna Hopkins jako Lilith – Lovci stínů: Nástroje smrti - Mind Flayer – Stranger Things - Cameron Monaghan jako Jerome & Jeremiah Valeska/The Joker – Gotham                                          | - On My Block - Záchranáři L. A. - Anne - Black Lightning - Doktoři - Siréna |
| Průlomová hvězda | Průlomový pořad |
| - Vanessa Morganová jako Antoinette „Toni“ Topaz – Riverdale - Iain Armitage jako Sheldon Cooper – Malý Sheldon - Lyric Ross jako Deja – Tohle jsme my - Luka Sabbat jako Luca Hall – Grown-ish - Oliver Stark jako Evan „Buck“ Buckley – Záchranáři L. A. - Nafessa Williams jako Anissa Pierce / Thunder – Black Lightning                                             | - Umíte tančit? - Beat Shazam - Troufalky - Cloak & Dagger - Cobra Kai - Divoká dvojčata |
| Letní televizní hvězda | Chemie |
| - Olivia Holt jako Tandy Bowen / Dagger – Cloak & Dagger - Aisha Dee jako Kat Edison – Troufalky - Meghann Fahy jako Sutton Brady – Troufalky - Aubrey Joseph jako Tyrone Johnson / Cloak – Cloak & Dagger - Xolo Maridueña jako Miguel Diaz – Cobra Kai - Katie Stevens jako Jane Sloan – Troufalky                                                                     | - Cole Sprouse & Lili Reinhart – Riverdale - Stephen Amell & Emily Bett Rickards – Arrow - KJ Apa & Camila Mendes – Riverdale - Millie Bobby Brownová & Finn Wolfhard – Stranger Things - Matthew Daddario & Harry Shum Jr. – Lovci stínů: Nástroje smrti - Grant Gustin & Candice Patton – Flash                                                                                      |

### Film a televize
| Zloděj scén | Polibek |
| --- | --- |
| - Vanessa Morganová jako Antoinette „Toni“ Topaz – Riverdale - Charlie Heaton jako Jonathan Byers – Stranger Things - Tom Hiddleston jako Loki – Thor: Ragnarok - Nick Jonas jako Jefferson „Seaplane“ McDonough– Jumanji: Vítejte v džungli! - Katie McGrath jako Lena Luthor – Supergirl - Taika Waititi jako Korg – Thor: Ragnarok | - Cole Sprouse & Lili Reinhart – Riverdale - Chadwick Boseman & Lupita Nyong'o – Black Panther - Millie Bobby Brownová & Finn Wolfhard – Stranger Things - Zac Efron & Zendaya – Největší showman - Chris Pratt & Zoe Saldana – Avengers: Infinity War - Gina Rodriguez & Justin Baldoni – Panenka Jane |
| Výbuch vzteku | |
| - Madelaine Petsch – Riverdale - Jack Black – Jumanji: Vítejte v džungli! - Adam Driver – Star Wars: Poslední z Jediů - Kevin Hart – Jumanji: Vítejte v džungli! - Joe Keery – Stranger Things - Mark Ruffalo – Avengers: Infinity War                                                                                                | |

### Hudba
| Zpěvák | Zpěvačka |
| --- | --- |
| - Louis Tomlinson - Drake - Niall Horan - Bruno Mars - Shawn Mendes - Ed Sheeran | - Camila Cabello - Taylor Swift - Cardi B - Ariana Grande - Dua Lipa - Demi Lovato |
| Hudební skupina | Country umělec |
| - 5 Seconds of Summer - Fifth Harmony - Florida Georgia Line - Maroon 5 - Migos - Why Don't We | - Carrie Underwood - Kelsea Ballerini - Kane Brown - Maren Morris - Thomas Rhett - Blake Shelton |
| Electro umělec | Latinskoamerický umělec |
| - The Chainsmokers - Steve Aoki - Martin Garrix - Calvin Harris - Marshmello - Zedd | - CNCO - J Balvin - Daddy Yankee - Luis Fonsi - Becky G - Maluma |
| R&B/Hip-hop umělec | Rockový umělec |
| - Cardi B - Childish Gambino - Drake - Khalid - Nicki Minaj - Post Malone | - Imagine Dragons - Panic! at the Disco - Paramore - Portugal. The Man - Twenty One Pilots - X Ambassadors |
| Objev roku | Nová velká hvězda |
| - Khalid - Bazzi - Lauv - Logic - Marshmello - SZA | - Jackson Wang - Blackpink - MattyBRaps - NCT - Jacob Sartorius - Stray Kids |
| Mezinárodní umělec | Píseň od zpěváka |
| - BTS - Blackpink - CNCO - Exo - Got7 - Super Junior | - „Perfect“ – Ed Sheeran - „Attention“ – Charlie Puth - „God's Plan“ – Drake - „LOVE.“ – Kendrick Lamar feat. Zacari - „Say Something“ – Justin Timberlake feat. Chris Stapleton - „This Is America“ – Childish Gambino                            |
| Píseň od zpěvačky | Píseň od skupiny |
| - „Havana“ – Camila Cabello feat. Young Thug - „Bad at Love“ – Halsey - „Look What You Made Me Do“ – Taylor Swift - „New Rules“ – Dua Lipa - „No Tears Left to Cry“ – Ariana Grande - „Sorry Not Sorry“ – Demi Lovato                                                                              | - „Youngblood“ – 5 Seconds of Summer - „Feel It Still“ – Portugal. The Man - „Say Amen (Saturday Night)“ – Panic! at the Disco - „Trust Fund Baby“ – Why Don't We - „Wait“ – Maroon 5 - „Whatever It Takes“ – Imagine Dragons                      |
| Kolaborace | Popová píseň |
| - „Rewrite the Stars“ – Zac Efron & Zendaya - „End Game“ – Taylor Swift feat. Ed Sheeran & Future - „Finesse (Remix)“ – Bruno Mars feat. Cardi B - „Meant to Be“ – Bebe Rexha feat. Florida Georgia Line - „The Middle“ – Zedd, Maren Morris, & Grey - „Pray for Me“ – The Weeknd & Kendrick Lamar | - „In My Blood“ – Shawn Mendes - „Delicate“ – Taylor Swift - „Don't Go Breaking My Heart“ – Backstreet Boys - „No Excuses“ – Meghan Trainor - „No Tears Left to Cry“ – Ariana Grande - „This Is Me“ – Keala Settle                                 |
| Countryová píseň | Elektronická/taneční píseň |
| - „Meant to Be“ – Bebe Rexha feat. Florida Georgia Line - „Cry Pretty“ – Carrie Underwood - „Heaven“ – Kane Brown - „Life Changes“ – Thomas Rhett - „Mercy“ – Brett Young - „Most People Are Good“ – Luke Bryan                                                                                    | - „All Night“ – Steve Aoki & Lauren Jauregui - „Friends“ – Marshmello & Anne-Marie - „The Middle“ – Zedd, Maren Morris, & Grey - „One Kiss“ – Calvin Harris & Dua Lipa - „Perfect“ – Topic & Ally Brooke - „Solo“ – Clean Bandit feat. Demi Lovato |
| Latinská píseň | R&B/hip-hopová píseň |
| - „Familiar“ – Liam Payne & J Balvin - „Boom Boom“ – RedOne, Daddy Yankee, French Montana & Dinah Jane - „Dinero“ – Jennifer Lopez feat. DJ Khaled & Cardi B - „Hey DJ“ – CNCO - „Mi Gente“ – J Balvin & Willy William - „Échame la Culpa“ – Luis Fonsi & Demi Lovato                              | - „Love Lies“ – Khalid & Normani - „All the Stars“ – Kendrick Lamar & SZA - „Finesse (Remix)“ – Bruno Mars feat. Cardi B - „God's Plan“ – Drake - „Let You Down“ – NF - „This Is America“ – Childish Gambino                                       |
| Rocková píseň | Letní píseň |
| - „Whatever It Takes“ – Imagine Dragons - „Alone“ – Halsey - „Hard Times“ – Paramore - „High Hopes“ – Panic! at the Disco - „No Roots“ – Alice Merton - „Sit Next to Me“ – Foster the People | - „Back to You“ – Selena Gomez - „Familiar“ – Liam Payne & J Balvin - „Girls Like You“ – Maroon 5 feat. Cardi B - „Nice for What“ – Drake - „One Kiss“ – Calvin Harris & Dua Lipa - „Youngblood“ – 5 Seconds of Summer                             |
| Letní hudební hvězda: Žena | Letní hudební hvězda: Muž |
| - Camila Cabello - Cardi B - Selena Gomez - Ariana Grande - Halsey - Meghan Trainor | - Shawn Mendes - Kane Brown - Niall Horan - Liam Payne - Charlie Puth - Zayn |
| Letní hudební hvězda: hudební skupina | Letní turné |
| - 5 Seconds of Summer - The Chainsmokers - Dan + Shay - Imagine Dragons - Maroon 5 - Panic! at the Disco | - Harry Styles – Harry Styles: Live on Tour - Niall Horan – Flicker World Tour - Jay Z & Beyoncé – On the Run II Tour - Charlie Puth – Voicenotes Tour - Taylor Swift – Reputation Stadium Tour - Top Dawg Entertainment – The Championship Tour   |

### Digitalální svět
| Internetová hvězda: žena                                                                  | Internetová hvězda: muž                                                                         |
| ----------------------------------------------------------------------------------------- | ----------------------------------------------------------------------------------------------- |
| - Liza Koshy - Eva Gutowski - Merrell Twins - Bethany Mota - Lele Pons - Lilly Singh      | - The Dolan Twins - Cameron Dallas - Joey Graceffa - Ryan Higa - Collins Key - Tyler Oakley     |
| Internetová hvězda: komedie                                                               | Internetová hvězda: hudba                                                                       |
| - Liza Koshy - The Dolan Twins - Collins Key - Miranda Sings - Lele Pons - Lilly Singh    | - Erika Costell - Anitta - Chloe x Halle - Jack & Jack - Johnny Orlando - Noah Schnacky         |
| Internetová hvězda: fashion/beauty                                                        | Twitter                                                                                         |
| - James Charles - Dulce Candy - Kandee Johnson - Shay Mitchell - NikkieTutorials - Zoella | - Anna Kendrick - Mark Hamill - Mindy Kaling - Kumail Nanjiani - Ryan Reynolds - Chrissy Teigen |
| Instagram                                                                                 | Snapchat                                                                                        |
| - Selena Gomez - Lucy Hale - Dwayne Johnson - John Mayer - Will Smith - Justin Timberlake | - Ariana Grande - Ethan Dolan - Grayson Dolan - Kendall Jenner - Demi Lovato - Meghan Trainor   |
| YouTube                                                                                   | Musical.ly                                                                                      |
| - Liza Koshy - DanTDM - The Dolan Twins - Merrell Twins - Lele Pons - Lilly Singh         | - Mackenzie Ziegler - Baby Ariel - Loren Gray - Holly H - Sofia Santino - Valentina Schulz      |

### Móda
| Nejstylovější osobnost                                                                            | Nejkrásnější žena                                                                               |
| ------------------------------------------------------------------------------------------------- | ----------------------------------------------------------------------------------------------- |
| - Harry Styles - Chadwick Boseman - Blake Lively - Meghan, vévodkyně ze Sussexu - Migos - Zendaya | - Lauren Jauregui - Hailey Baldwin - Selena Gomez - Olivia Holt - Kendall Jenner - Yara Shahidi |
| Nejkrásnější muž                                                                                  |                                                                                                 |
| - Cole Sprouse - Chadwick Boseman - Zac Efron - Grant Gustin - Chris Hemsworth - Shawn Mendes     |                                                                                                 |

### Sport
| Atlet                                                                                | Atletka |
| ------------------------------------------------------------------------------------ | --- |
| - LeBron James - Stephen Curry - Red Gerard - Adam Rippon - J. J. Watt - Shaun White | - Serena Williams - Chloe Kim - Mirai Nagasu - Mikaela Shiffrin - Americký olympijský hokejový tým žen - Lindsey Vonn |

### Ostatní
| Komik | Tanečník                                                                             |
| --- | ------------------------------------------------------------------------------------ |
| - The Dolan Twins - James Corden - Ellen DeGeneres - Jimmy Fallon - Kevin Hart - Lilly Singh                                                   | - Maddie Ziegler - Cheryl Burke - Jenna Dewanová - Derek Hough - Les Twins - tWitch  |
| Hra | Modelka                                                                              |
| - Fortnite - Fire Emblem Heroes - The Legend of Zelda: Breath of the Wild - Overwatch - PlayerUnknown's Battlegrounds - Super Mario Odyssey    | - Gigi Hadid - Adwoa Aboah - Romeo Beckham - Kaia Gerber - Bella Hadid - Jaden Smith |
| Fanouškové |                                                                                      |
| - BTS – BTS Army - Blackpink– Blinks - CNCO – CNCOwners - One Direction – Directioners - Fifth Harmony – Harmonizers - Taylor Swift – Swifties |                                                                                      |